# Szilsárkány, Győr-Moson-Sopron
Szilsárkány  este un sat în districtul Csorna, județul Győr-Moson-Sopron, Ungaria, având o populație de 720 de locuitori (2011). 

## Demografie
Componența etnică a satului Szilsárkány
     Maghiari (96,58%)
     Germani (1,79%)
     Romi (1,63%)
Componența confesională a satului Szilsárkány
     Romano-catolici (65,14%)
     Luterani (9,03%)
     Fără religie (2,36%)
     Reformați (1,53%)
     Necunoscută (21,53%)
     Atei (0,42%)
     Alte religii (0,42%)
Conform recensământului din 2011, satul Szilsárkány avea 720 de locuitori. Din punct de vedere etnic, majoritatea locuitorilor (96,58%) erau maghiari, existând și minorități de germani (1,79%) și romi (1,63%).  Din punct de vedere confesional, majoritatea locuitorilor (65,14%) erau romano-catolici, existând și minorități de luterani (9,03%), persoane fără religie (2,36%) și reformați (1,53%). Pentru 21,53% din locuitori nu este cunoscută apartenența confesională.